# Фијат RS.14
Фиат RS.14 је био италијански хидроавион, стратегијски извиђач далеког домета. Производила га је фирма ЦМАСА (CMASA). Био је авион са пловцима, моноплан, средње крилац са два мотора, потпуно металне конструкције.

## Пројектовање и развој
Хидроавион Фијат RS.14 пројектован је у Фиату па је према томе добио и назив, мада се може наћи и према назину Фиат-ЦМАСА RS.14 јер се производио у фијатовој филијали ЦМАСА из Марине ди Пиза. Овај авион је дизајниран према спецификацијама Краљевског италијанског ваздухопловства за брзе операције поморског извиђања. Пројектанти су били инжењери Манлио Стиавели ( Manlio Stiavelli) и Луцио Лазарино  (Lucio Lazzarino), већ доказани пројектанти хидроавиона. 
Фиат RS.14 (име је добио према првим словима намене авиона и презимена пројектанта Ricognitore Stiavelli) је био у облику потпуно металног хидроавиона са пловцима кога су покретала два радијална мотора Фиат А.74 RC 38 од 840 KS. Наоружан са три митраљеза смештена на два отвора на бочним странама трупа и куполе на горњој страни трупа. Поред тога могао је да носи и велики терет бомби намењених противподморничком ратoвању.
Израда пројекта се одужила, тако да је први авион стигао у оперативне јединице, тек маја месеца 1941. године кад је рат већ прилично одмакао. Међутим, ово касно појављивање није га спречило да учествује у готово свим главним поморским ваздушним догађајима који су се одвијали на Медитерану.

## Технички опис
Труп авиона је био правоугаоног попречног пресека са заобљеним горњим и доњим ивицама. Носећа конструкција авиона је била монокок, сет рамова направљених од дуралуминијума међусобно су повезани уздужним укрућењима а алуминијумска облога је била закивцима причвршћена за уздужна укрућења и попречне рамове. Носачи мотора су били направљени од челичних заварених цеви. Труп је изведен као центроплан (труп изједна са средњим делом крила и гондолама за смештај крилних мотора), у њему се налазе два централна резервоара укупне запремине 1.000 литара. Авион је био опремљен кисеоничком опремом, стационарним противпожарним системом са CO2 и радиостаницом. Пилоти су седели један поред другог а радиста им је био иза леђа. За улазак у авион се користе врата која се налазе на крову авиона или бочни отвори на којима су митраљези. Испод трупа авиона се налазио бомболук са двокрилним вратима која су се отврала хидрауличним путем из пилотске кабине. У тај бомболук је могло да стане укупно  400 кила бомби.  
У авион Фиат Rs.14 су на крилима уграђивани мотори (два мотора) Фиат А.74 RC.38 14-цилиндрични ваздухом хлађеним, радијални мотор са турбопуњачем, снаге 870 КS (650 kW), при узлетању 960 КS (720 kW). Мотор је био обложен НАЦА прстеном за побољшано хлађење мотора. Мотор је имао уграђен редуктор и трокраку металну Фиат- Хамилитон (Hamilton Standard 3D.41-1) елису пречника 3,2 m са променљивим кораком који се мења у лету хидрауличним путем.
Крила авиона Фиат RS.14 су са две рамењаче кутијастог типа. Конструкција је метална а облога  од алуминијумског лима закивцима причвршћена за носећу конструкцију.  Облик крила је једнакокраки трапез који се завршавао полукружно, а оса крила је управна на осу трупа авиона. У унутрашњости крила између трупа и мотора су се налазили резервоари за гориво а у задњем горњем делу гондола мотора су били смештени резервоари за уље. Конструкција елерона је била од дурала а облога од алуминијумског лима. Кроз крила су провучене све механичке, хидрауличне и електричне инсталације неопходне за управљање и контролу авиона.
Реп авиона је био класичног типа, састојао се од једног вертикалног стабилизатора и кормила правца и два хоризонтална стабилизатора са кормилима дубине. Носеће конструкције репа су металне а облога од алуминијумског лима причвршћена закивцима. Управљачке површине кормило правца и кормила дубине су металне конструкције обложене такође алуминијумским лимом.
Стајни трап овог авиона су била два пловка направљена од лаких легура, који су омогућавали овом авиону да полеће и слеће на водену површину. Када је било неопходно да се из било којих разлога, авион извуче на суво, то се обављало уз помоћ специјалних колица и рампи са чекрцима, или дизалицама. У пловке су били смештени додатни резервоари за гориво. Пловци су постављени директно испод гандола мотора.

## Наоружање
Авион је био наоружан са два митрљеза Бреда калибра 7,7mm који су се налазила у трупу авиона и гађала су кроз отворе на трупу са леве и десне стране трупа. Један митраљез Бреда калибра 12,7mm се налазио на кровној куполи авиона. Поред стрељачког наоружања авион је могао да понесе бомбе различитих тежина до укупне тежине од 400 kg.
| Наоружање авиона: Фиат         |                               |
| Ватрено (стрељачко) наоружање  |                               |
| Топ                            |                               |
| Митраљез                       |                               |
| Број и ознака митраљеза        | 1хБреда САФАТ / 2хБреда САФАТ |
| Број метака                    | 350 / 500 по митраљезу        |
| Калибар                        | 12,7 / 7,7                    |
| Бомбардерско наоружање (бомбе) |                               |
| Укупна маса                    | 400                           |
| Ракетно наоружање (ракете)     |                               |

## Верзије
- RS.14 - Производни модел хидроавион са моторима Фиат А.74 RC.38 626 kW (840 KS), (188 произ. укључујући 2 прототипа).
- AS.14 - Верзија копненог авиона са стајним трапом који се увлачи, (1 ком).

## Оперативно коришћење
Кашњење у пројекту се одразило и на серијску производњу тако да су авиони RS.14 пристизалу у оперативне јединице крајем 1941. и 1942. године. Углавном су то биле јединице стациониране у јужној Италији, Сардинији и Сицилији. Тако да су могли да патролирају у Јадранском, Јонском и Средоземном мору.
Задаци који су им били додељени, били су ограничени на поморско извиђање великог домета, пратњу конвоја и борбене задатке против подморница, док се авион показао неподесним за мисије трагања и спасавања. За операције спасавања обично су се користили авиони Кант Z 501 и Кант Z 506.
У време капитулације Италије септембра 1943. године, од 152 произведена примерка, остало је само десетак који су служили до краја сукоба. Неки RS.14 остали су у служби у војном ваздухопловству Републике Италије још неколико година, у непосредном послератном периоду. Расходовани су почетком песесетих година двадесетог века.

## Земље које су користиле авион
- Италија